# Lint (Belgien)
Lint ist eine belgische Gemeinde im Arrondissement Antwerpen der gleichnamigen Provinz mit 8505 Einwohnern (Stand 1. Januar 2024).

## Lage und Infrastruktur
Das Stadtzentrum von Antwerpen liegt 12 Kilometer nördlich und Brüssel etwa 32 km südlich.
Die nächsten Autobahnabfahrten befinden sich bei Kontich und Rumst an der A1/E 19. 

In Kontich, Lier und Duffel befinden sich die nächsten Regionalbahnhöfe und in Antwerpen halten überregionale Schnellzüge. 

Der Flughafen Antwerpen ist der nächste Regionalflughafen und der Flughafen Brüssel National nahe der Hauptstadt ist von internationaler Bedeutung.

## Persönlichkeiten
- Matz Sels (* 1992), Fußballspieler